# Comandancia General de Maynas
El Govern i Comandància General de Maynas but also translated as the General Commandery of Maynas va ser una divisió territorial de l'Imperi espanyol al Virregnat del Perú, creada mitjançant una reial cèdula del 15 de juliol de 1802.
Per mitjà d'aquesta reial cèdula, el Govern de Maynas i el Govern de Quijos (excepte el poble de Papallacta), que pertanyien al territori de la Presidència de Quito al Virregnat de Nova Granada fins a la divisòria d'aigües de la serralada Oriental dels Andes. A aquests governs se'ls van agregar els pobles de Lamas i de Moyobamba ja pertanyents al Virregnat del Perú, segregant-los del Partit de Chachapoyas a la Intendència de Trujillo i del Bisbat de Trujillo, juntament amb la ciutat de Santiago de las Montañas segregada del Govern de Jaén de Bracamoros i del Bisbat de Trujillo. Al mateix temps es va crear el Bisbat de Maynas amb igual extensió que la comandància general, sol·licitant després el rei al papa la seva erecció i nomenament de fra Hipólito Sánchez Rangel com a bisbe. El bisbat va ser creat sobre la base de territoris dels bisbats de Quito i Trujillo i del Arquebisbat de Lima.
Abastava els actuals departaments peruans d'Amazones, Sant Martín, La Libertad i Loreto.
Aquesta regió, el governador de la qual depenia directament del virrei del Perú, va rebre un tracte especial per raons geopolítiques i militars, tant va ser així que el virrei Gabriel de Avilés y del Fierro, Marquès d'Avilés (1801-1806), va manar establir guarnicions en diferents punts del seu immens territori, i sobretot en els límits amb el Brasil, atès que la tendència de la llavors enorme colònia portuguesa havia estat la d'augmentar la seva extensió, per la qual cosa es va fer indispensable que aquestes guarnicions estiguessin conformades per tropes veteranes.
El departament esmentat anteriorment va ser finalment incorporat al departament de Trujillo el 1825.
Després de les guerres d'independència a l'Equador i el Perú, la zona va esdevenir extremadament rellevant per a tots dos països, ja que va ser un focus principal de la disputa territorial equatorianoperuana, que va escalar el 1941 com la Guerra Equatorianoperuana i va continuar en menor mesura amb escaramusses el 1995 i el 1998, aquesta última donant lloc a la signatura de la Llei Presidencial de Brasília el 1998. A més, també va ser un focus de la disputa territorial entre Colòmbia i Perú que es va intensificar el 1933 amb la Guerra Colòmbia-Perú, que va concloure amb la signatura del Protocol de Rio l'any següent.

## Antecedents
L'àrea va formar part del Virregnat del Perú des de la seva creació fins a la primera elecció del Virregnat de Nova Granada el 1717, retornant al Perú en suprimir-se aquest el 1723. A partir de la segona erecció del Virregnat de Nova Granada el 1739, el territori va integrar aquest virregnat. Va ser evangelitzat pels jesuïtes, qui van crear allí reduccions, fins a la seva expulsió el 1768 a causa de la Pragmàtica Sanció de 1767. El territori va caure en un gairebé total abandó, donades les dificultats d'accés, la qual cosa va fer témer a la Corona la seva pèrdua. El rei va encarregar a l'antic governador de Maynas, Francisco Requena, que realitzés un informe sobre la situació de Maynas. Requena va informar que els funcionaris civils i eclesiàstics de Quito i Bogotà estaven en situació de no poder ocupar-se de la regió, per la qual cosa va suggerir que aquesta fos reincorporada al Virregnat del Perú juntament amb el Govern de Quijos i altres àrees, i que s'establís un bisbat de missions allí.
| «                                     | Per observar algun mètode, dividiré el que diré en tres parts: Primera, el que cal fer al Govern de Maynas des d'on ha de principiar la conquesta espiritual. Segona, sobre els religiosos que l'han d'executar. I tercera, sobre la creació d'un Prelat per al millor govern, conservació i avançament de les missions per aquells països. El Govern de Maynas, per totes parts separat de les províncies cultes de l'Amèrica que la envolten amb llargs deserts, es compon només de pobles de missions molt distants els uns dels altres, res rendeix a l'Estat i aquest pateix la despesa de deu a dotze mil pesos anuals en sou del Governador, tropa d'escorta i misioners, no havent-hi expedició, perquè llavors ascendeix a grans sumes. va establir-se la seva conquesta per capitulació i van continuar alguns anys després els avançaments per l'interès de les encomiendes; però aquests progressos es degueren a les providències i auxilis que es van subministrar pels Virreis del Perú, jurisdicció de la qual es va segregar aquell Govern quan es va establir el Virregnat de Santa Fe, època en què van començar a decaure aquelles missions per haver fixat entre els dos virregnats uns límits amb poca reflexió o potser amb pocs coneixements. | » |
| — Part de l'Informe de Requena al rei | |   |

## Zones que pertanyien a Maynas

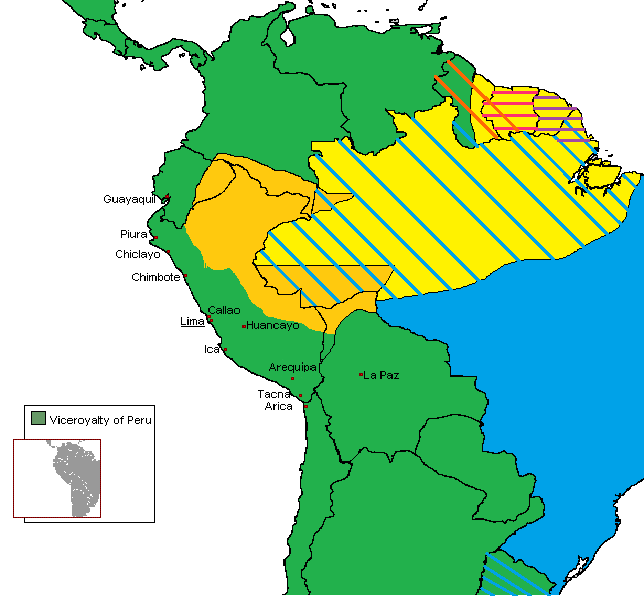
Comandància i Capitania General de Maynas, (en mostassa), les zones en litigi espanyoles sobre l'amazonia i que Espanya considerava dins de la Comandància de Maynas, mentre que l'Imperi Portuguès ho reclamava com a seu (en groc) Dominis de Portugal (en blau clar) la resta del territori espanyol (en verd), les línies són les zones reclamades per altres imperis, les línies blaves, (reclamacions portugueses), les línies taronges (reclamacions britàniques), les línies vermelles (reclamacions neerlandeses) i les línies morades (reclamacions franceses).

### Perú
- Loreto, Perú
- Ucayali, Perú
- Sant Martín, Perú
- Cajamarca, Perú
- Amazones, Perú
- Madre de Dios, Perú

### Equador
- Pastaza, Equador
- Morona Santiago, Equador
- Orellana, Equador
- Sucumbíos, Equador
- Napo, Equador

### Colòmbia
- Amazones
- Departament de Putumayo
- Departament de Caquetá

### Brasil
- Amazones, Brasil
- Acre, Brasil

### Bolívia
- Pando, Bolívia

## Reial Cèdula de 1802
- Wikisource conté obres originals de o sobre Comandància General de Maynas.